# Pandemia de COVID-19 în Statele Unite ale Americii
Pandemia de coronavirus din Statele Unite ale Americii este o pandemie în curs de desfășurare pe teritoriul Statelor Unite cauzată de noul coronavirus 2019-nCoV (SARS-CoV-2), virus care provoacă o infecție numită COVID-19, care poate fi asimptomatică, ușoară, moderată sau severă. Infecția severă include o pneumonie atipică severă manifestată clinic prin sindromul de detresă respiratorie acută.
Pandemia de coronavirus din Statele Unite ale Americii a fost confirmată prima dată la 21 ianuarie 2020 la Everett, Washington. La 23 ianuarie 2022, cele mai multe cazuri de infectări din lume cu COVID-19 sunt în SUA, în număr mai mare de 71.925.000.